# Podler
Podler (kroatisch Poljanci; ungarisch Polányfalva, Polanicz) ist eine Ortschaft in der Gemeinde Weiden bei Rechnitz im Burgenland.

## Geografie
Der Ort befindet sich südwestlich von Weiden in einer Senke, in der auch ein Zufluss zum Rumpersdorfer Bach entspringt. Maßgeblich für die Entwicklung des Ortes war das Jahr 1560, als die alte Siedlung von der Grundherrschaft niedergerissen wurde und walachische Siedler das Dorf 1648 neu errichteten.